# 大田政作
大田 政作（おおた せいさく、1904年2月12日 - 1999年8月18日）は、日本の官僚、琉球政府の政治家。元琉球政府行政主席（1959年10月21日 - 1964年11月1日）。

## 経歴
沖縄県国頭郡国頭村出身。1928年（昭和3年）に早稲田大学法学部を卒業。大学在学中に高等文官試験に合格し、長崎地方裁判所や那覇地方裁判所の判事、台北地方法院検事局の検事を歴任。澎湖庁庁長で終戦を迎える。
戦後は熊本で弁護士をしていたが、1957年に当間重剛主席に請われて沖縄に赴き副主席に就任。1959年に政府主席に就任すると同時に、保守勢力が結集して沖縄自由民主党が結成されると総裁に迎えられる。主席在任中は、実務者レベルによる日本政府との協力関係を築くことを模索し日米琉懇話会の設置を提唱する。しかし、米国民政府のキャラウェイ高等弁務官が沖縄政財界に対して積極的に介入し（キャラウェイ旋風）、沖縄自民党内の派閥抗争が激化。西銘順治ら反主流派が沖縄自民党を脱党するに至り、責任を取って辞職した。
辞任後は東京で弁護士を開業し1965年の第7回参議院議員通常選挙に自由民主党公認で出馬、221,478票を得たが落選した（この参院選には安里積千代も無所属で出馬したが69,251票を得るに止まり落選している）。1970年に自民党沖縄県支部連合会長に就任、復帰後の1972年（昭和47年）、最初の沖縄県知事選挙に立候補したが、現職の行政主席だった屋良朝苗候補に敗れた。

## 著書
- 『想い出を随筆にのせて』北島健三、1970年3月。
- 『回想録――わが半生の記』私家版、1978年12月。
- 『歴史の証言――米占領下における沖縄の歩み』力富書房、1980年6月。
- 『青少年たちを緑の中へ』大田会、1982年5月。
- 『悲運の島沖縄――復帰への渦を追って』日本工業新聞社、1987年7月。 ISBN 4-8191-0557-4
- 『憶う、時の流れに』私家版、1989年6月。